# شهرستان بیضا
شهرستان بیضا، از شهرستان‌های استان فارس ایران است. مرکز این شهرستان، شهر بیضا است.
این شهرستان پیش‌تر بخشی از شهرستان سپیدان بود که در ۱۰ مهر ۹۸ به شهرستان تبدیل گردید.

## موقعیت جغرافیایی
شهرستان بیضا از شمال تا شرق با شهرستان مرودشت، از جنوب شرقی با شهرستان زرقان، از جنوب با شهرستان شیراز و از غرب با شهرستان سپیدان همسایه است.

## تقسیمات کشوری
شهرستان بیضا شامل ۲ بخش، ۴ دهستان و ۱ شهر به شرح زیر است:

### شهرستان بیضا
| بخش   | مرکز بخش | جمعیت بخش ۱۳۹۵ | نام دهستان | مرکز دهستان | جمعیت دهستان ۱۳۹۵ | شهر              | جمعیت شهر ۱۳۹۵   |
| ----- | -------- | -------------- | ---------- | ----------- | ----------------- | ---------------- | ---------------- |
| مرکزی | بیضا     | ۲۸٬۴۷۱ نفر     | کوشک هزار  | کوشک هزار   | ۱۰٬۸۸۵ نفر        | بیضا             | ۷٬۲۵۲ نفر        |
| مرکزی | بیضا     | ۲۸٬۴۷۱ نفر     | بیضا       | بیضا        | ۱۰٬۳۳۴ نفر        | بیضا             | ۷٬۲۵۲ نفر        |
| بانش  | بانش     | ۱۱٬۴۱۲ نفر     | بانش       | بانش        | ۶٬۵۲۶ نفر         | **************** | **************** |
| بانش  | بانش     | ۱۱٬۴۱۲ نفر     | هفتخان     | دشمن‌زیاری   | ۴٬۸۸۶ نفر         | **************** | **************** |

## جمعیت
جمعیت شهرستان بیضا براساس سرشماری عمومی نفوس و مسکن در سال ۱۳۹۵ برابر با ۳۹٬۸۸۳ نفر بوده‌است.